# Lexus CT
La Lexus CT è un'autovettura di tipo berlina 2 volumi, con motorizzazione esclusivamente ibrida, prodotta dalla casa automobilistica giapponese Lexus a partire dal gennaio 2011 al 2022.

## Debutto e contesto
È stata introdotta al salone dell'automobile di Ginevra del marzo del 2010 e, sebbene sia stata progettata e destinata principalmente al mercato europeo, è disponibile a livello globale. La sua presentazione ai mercati nordamericani è avvenuta al salone dell'automobile di New York nell'aprile del 2010.

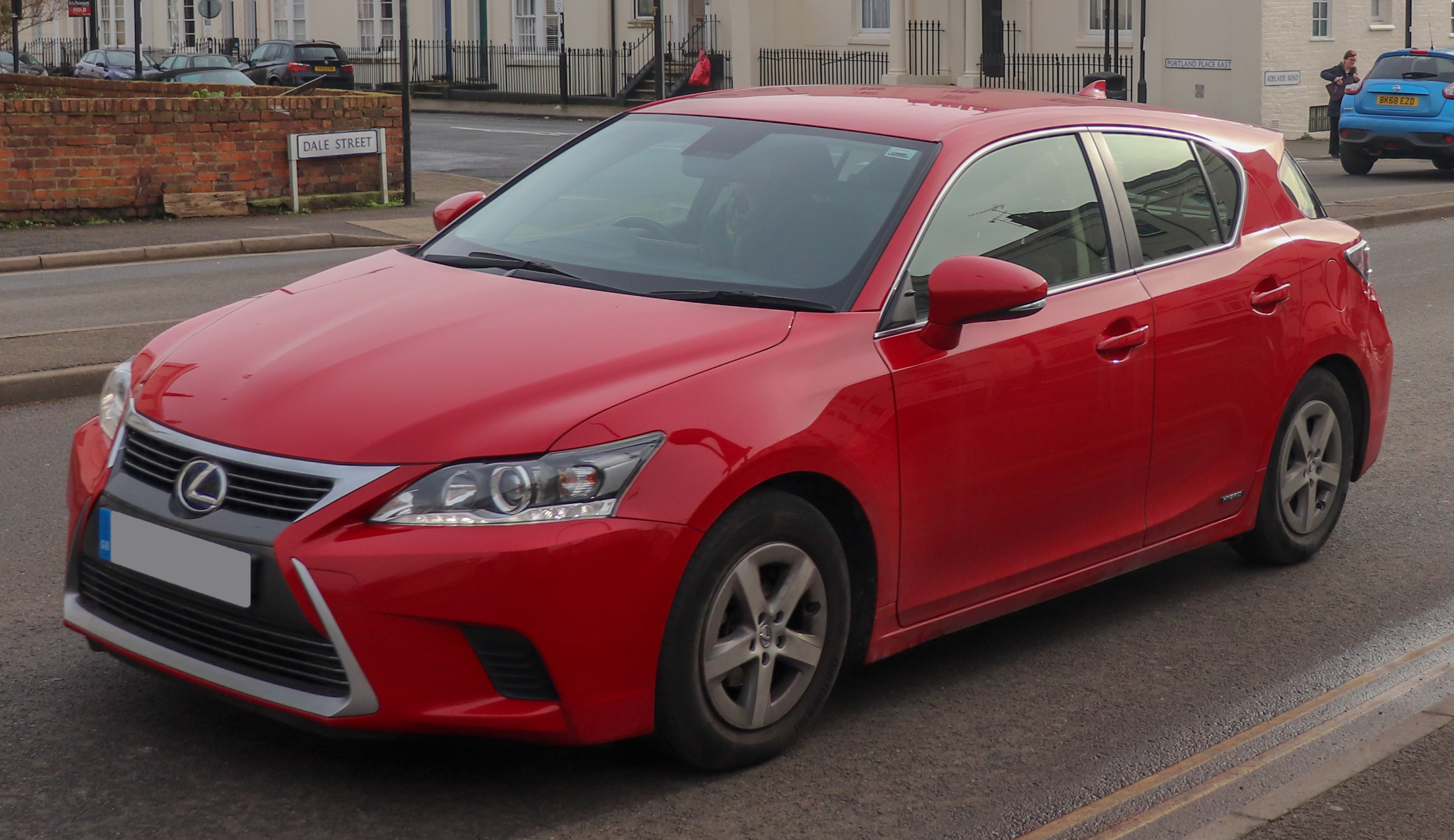
CT Restyling 2013

La produzione della CT 200h è incominciata alla fine del mese di gennaio 2011. Per la versione Luxury erano già presenti gli anabbaglianti con tecnologia a Led, riconoscibili per la doppia lente poliellissoidale nel proiettore e per la luce diurna senza interruzione come invece avveniva nelle versioni provviste di fari alogeni (singola lente poliellissoidale e luce diurna interrotta da questa).

## Caratteristiche tecniche
La CT200h utilizza lo stesso sistema ibrido della Toyota Prius V3, ovvero un motore termico a ciclo Atkinson DOHC da 1800 cm³ e 99 CV (73 KW e 142 Nm a 4200 giri) con sistema di recupero del calore di scarico abbinato a due motori elettrici (denominati MG1 e MG2) da 82 CV e 207 Nm. Insieme, i propulsori sviluppano una potenza combinata di 136 CV. 
I motori sono collegati tra loro tramite un meccanismo epicicloidale denominato PSD (Power Split Device) che sostituisce il tradizionale cambio a più rapporti, simulando il funzionamento di un cambio CVT ma la trazione finale è sempre affidata ai due motori elettrici che sono sempre in funzione e collaborano col termico.
In frenatura ed in rilascio i due motori elettrici si trasformano in generatori, inviando la corrente generata nella batteria di trazione da 201 V e 6,5 Ah ubicata nella parte posteriore, sotto al bagagliaio, per avere sempre una riserva di corrente necessaria ad aiutare il motore termico nelle fasi di accelerazione. Quando necessario Uno dei due motori elettrici (solitamente MG2) anche durante la marcia a motore termico acceso diventa generatore, contribuendo a mantenere la batteria di trazione a un livello di carica ottimale (SOC al 60%).
Particolare attenzione è stata prestata all'aerodinamica, molto curata con il fondo quasi completamente carenato, ottenendo così un coefficiente di resistenza aerodinamica di 0,29.
Le sospensioni sono a schema anteriore di tipo MacPherson ad assale torcente con braccio a “L” e al posteriore sono indipendenti a doppio braccio oscillante e braccio longitudinale. È presente una barra duomi ammortizzata all'anteriore per migliorare la guida e ridurre le vibrazioni allo sterzo.

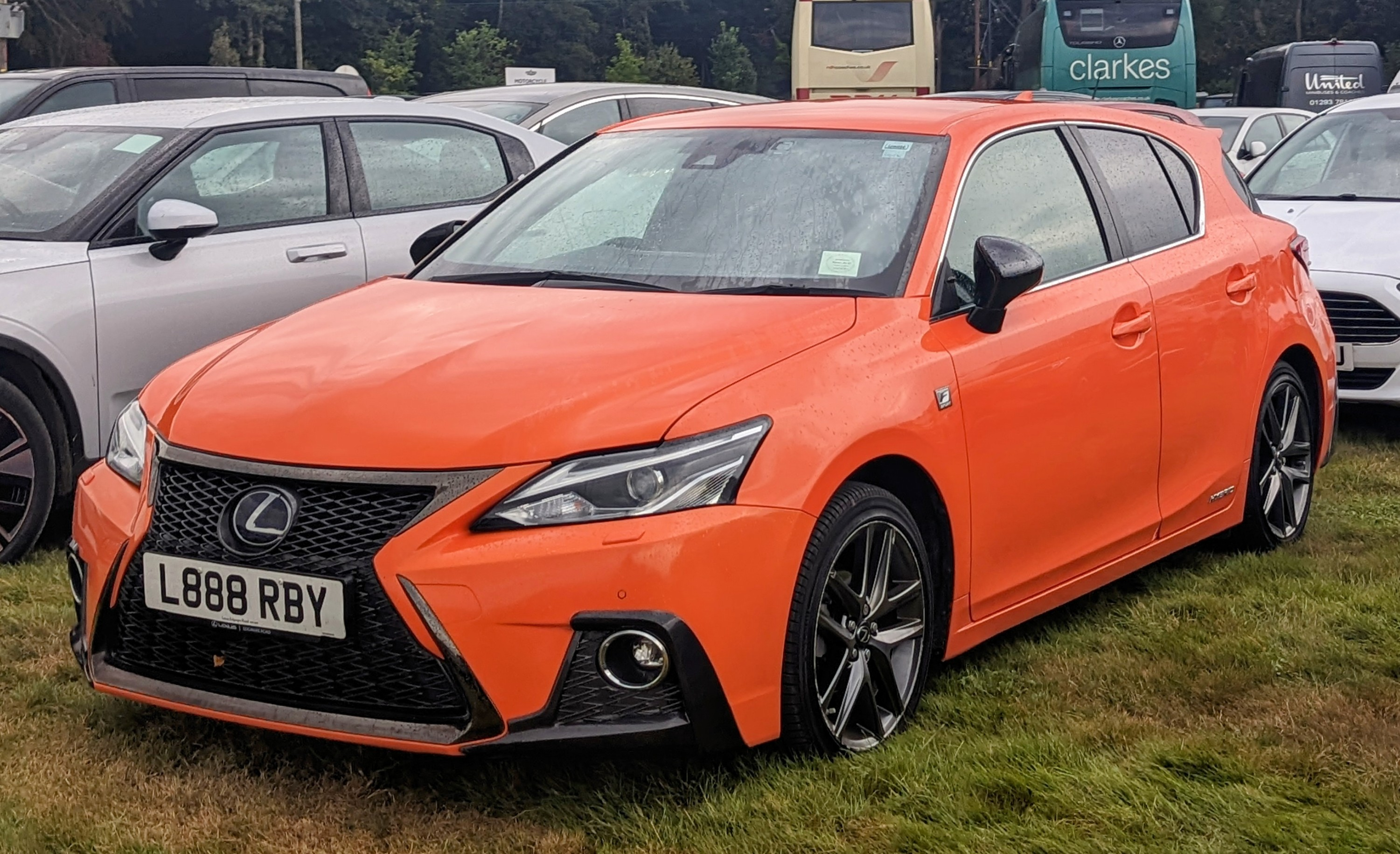
CT restyling 2017

È stata posta un’attenzione particolare allo sviluppo delle componenti che garantissero una stabilità e una tenuta di strada superiore mediante la rigidità strutturale della scocca. La rigidità torsionale è stata ulteriormente migliorata e le vibrazioni minimizzate lungo l’intera scocca grazie a nuovi punti di saldatura ad alta densità, all'estensivo utilizzo di rinforzi longitudinali, al rafforzamento dei sistemi di sospensione e sterzo, e all'impiego di stabilizzatori laterali per i sostegni anteriori del motore.
Il cofano motore e il portellone sono realizzati in alluminio.
La vettura ha subito durante gli anni due facelift, il primo nel 2013 e il secondo nel 2017.